# Буканьер (коммуна)
Буканье́р (фр. Boucagnères) — коммуна во Франции, находится в регионе Юг — Пиренеи. Департамент — Жер. Входит в состав кантона Ош-Сюд-Эст-Сесан. Округ коммуны — Ош.
Код INSEE коммуны — 32060.

## География

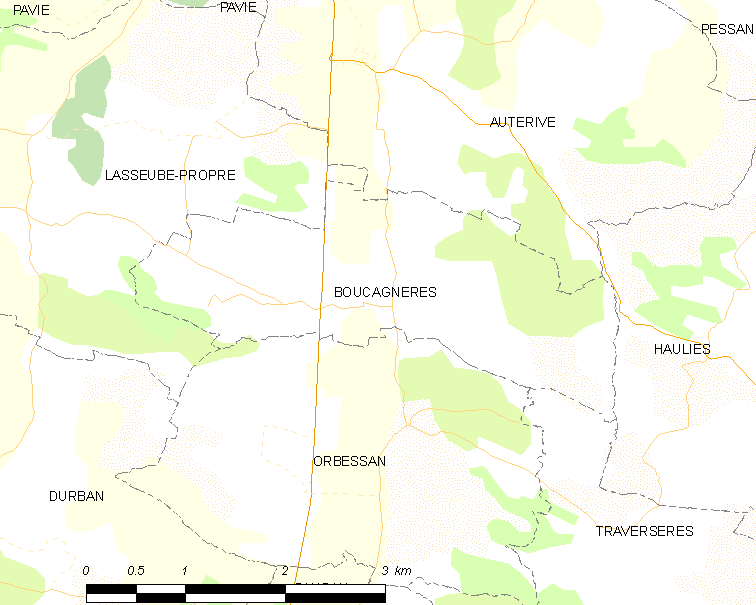
Карта коммуны

Коммуна расположена приблизительно в 610 км к югу от Парижа, в 70 км западнее Тулузы, в 10 км к югу от Оша.
По территории коммуны протекает река Жер.

## Климат
Климат умеренно-океанический. Лето жаркое и немного дождливое, температура часто превышает 35 °С. Зимой часто бывает отрицательная температура и ночные заморозки. Годовое количество осадков — 700—900 мм.

## Население
Население коммуны на 2010 год составляло 135 человек.
| 1962 | 1968 | 1975 | 1982 | 1990 | 1999 | 2010 |
| ---- | ---- | ---- | ---- | ---- | ---- | ---- |
| 101  | 107  | 91   | 125  | 142  | 141  | 135  |

## Администрация
| Период | Период | Фамилия       | Партия        | Примечания |
| ------ | ------ | ------------- | ------------- | ---------- |
| 2001   | 2006   | Анри Коссад   | Разные правые |            |
| 2006   | 2020   | Жан-Люк Кабан |               |            |

## Экономика
В 2010 году среди 90 человек трудоспособного возраста (15-64 лет) 60 были экономически активными, 30 — неактивными (показатель активности — 66,7 %, в 1999 году было 76,9 %). Из 60 активных жителей работали 57 человек (27 мужчин и 30 женщин), безработных было 3 (3 мужчин и 0 женщин). Среди 30 неактивных 8 человек были учениками или студентами, 17 — пенсионерами, 5 были неактивными по другим причинам.